# Адолф Фредерик
Адолф Фредерик (на шведски: Adolf Fredrik, на немски: Adolf Friedrich; * 14 май 1710; † 12 февруари 1771, Стокхолм) е крал на Швеция от 1751 г. до смъртта си.
Първият крал от рода Холщайн-Готторп, Адолф Фредерик е слаб монарх, установен на трона след неуспеха на парламентарното правителство да завземе балтийските провинции през 1741 – 1743 г. Освен няколко опита, подкрепяни от проабсолютистките фракции сред благородниците, за да възстановят абсолютната монархия, той остава владетел само по конституция. В царуването му се наблюдава продължителен период на вътрешен мир. Като цяло той не разполага с власт, тъй като реално управлява парламентът (Риксдаген).
След смъртта му, синът му Густав III завзема властта през 1772 г. чрез военен преврат, възстановявайки абсолютизма.

## Потекло
Син е на херцога Кристиан Август (1673 – 1726) и на Албертина Фридерика фон Баден-Дурлах. От страна на майка си, Адолф Фредерик произхожда от крал Густав Васа и от Кристина Магдалена, сестра на Карл X. Произходът и на двамата му родители се извежда от рода Холщайн-Готорп, свързан с редица средновековни скандинавски кралски династии. Адолф Фредерик е потомък 13-о поколение на Ерик V от Дания, потомък 13-о поколение на Валдемар I от Швеция и потомък 11-о поколение на Евфимия Шведска, херцогиня на Мекленбург и нейния съпруг херцог Албрехт.

## Принц-епископ
От 1727 до 1750 г. княз Адолф Фредерик е принц-епископ на Любек, което включва именията около и включително Еутин. След като първият му братовчед Шарл Фредерик, херцог на Холщайн-Готорп умира през 1739 г., Адолф Фредерик става администратор на Холщайн-Кил, тъй като по това време Карл Петер Улрих, синът на починалия херцог на града, е малолетен. Малко след това момчето е поканено в Русия от леля си императрица Елисавета, която скоро го обявява за свой наследник; по-късно същото момче вече става известно като Петър III.
През 1743 г. от фракцията Хат Адолф Фредерик е избран за наследник на шведския трон, за да могат да получат по-добри условия в Туркуския мир от императрица Елисавета Руска.

## Крал на Швеция
По време на двадесетгодишното си царуване Адолф Фредерик е фигурант, а истинската власт е в ръцете на парламента (Риксдаген), често разкъсван от партийни борби. На два пъти Адолф Фредерик се опитва да се освободи от попечителството на парламента. Първият път е през 1756 г., когато стимулиран от властната си съпруга Луиза Улрика Пруска (сестра на Фредерик Велики), той се опитва да си възвърне част от прерогативите чрез преврат и едва не губи своя трон. Вторият път е по време на декемврийската криза (1768 г.), когато под ръководството на най-големия си син, принц Густав, той успява да се освободи от властта на сената, но не е в състояние да се възползва от победата си.
Адолф Фредерик умира в Стокхолм на 12 фев 1771, след като изяжда огромно количество храна (омар, хайвер, кисело зеле, херинга и шампанско, гарнирани с 14 порции от любимия му десерт семла, сервиран в купа с топло мляко).

## Личен живот
Кралят е бил смятан, както от съвременниците си, така и в по-късните времена, за зависим и слаб владетел, лишен от таланти. Но той е бил добър съпруг, грижовен баща и милостив към слугите си. Любимото му занимание е било да изработва табакери. Неговото приятелско отношение и добронамереност са причина да бъде искрено и дълго оплакван след смъртта му.
Неговият портрет е включен в поредицата от 16 картини на князе на кон, дело на Йохан Елиас Ридингер.

### Деца
От брака си с принцеса Луиза Улрика от Прусия (сключен на 18 август / 29 август 1744 г. в Дротнингхолм), той има пет деца:
1. (мъртвороден) (18 февруари 1745 г. в Стокхолм);
2. Густав III (1746 – 1792), прави преврат и завзема властта през 1772 г., но е убит през 1792 г.;
3. Карл XIII (1748 – 1818), крал на Швеция (1809 – 1818), крал на Норвегия (1814 – 1818);
4. Фредерик Адолф (1750 – 1803);
5. София Албертина (1753 – 1829)

От Маргарита Морел има син, който умира като дете:
1. Фредеричи (* 1771)[3]

Има съмнения, че Адолф Фредерик е баща и на Лолот Форсбърг от Улла фон Ливен, но това никога не е потвърдено.